# Эгингер, Элиас
Элиас Эгингер (нем. Elias Ehinger; 7 сентября 1573, Монастырь Кристгартен, Швабия — 28 ноября 1653, Регенсбург) — немецкий протестантский богослов, проповедник, филолог, философ

 и библиотекарь

.

## Биография
Элиас Эгингер родился 7 сентября 1573 года в баварском городке Эдерхайм в монастыре Кристгартен в семье местного пастора Элиаса Эгингера и его жены Марии (урожденной Аспергер).

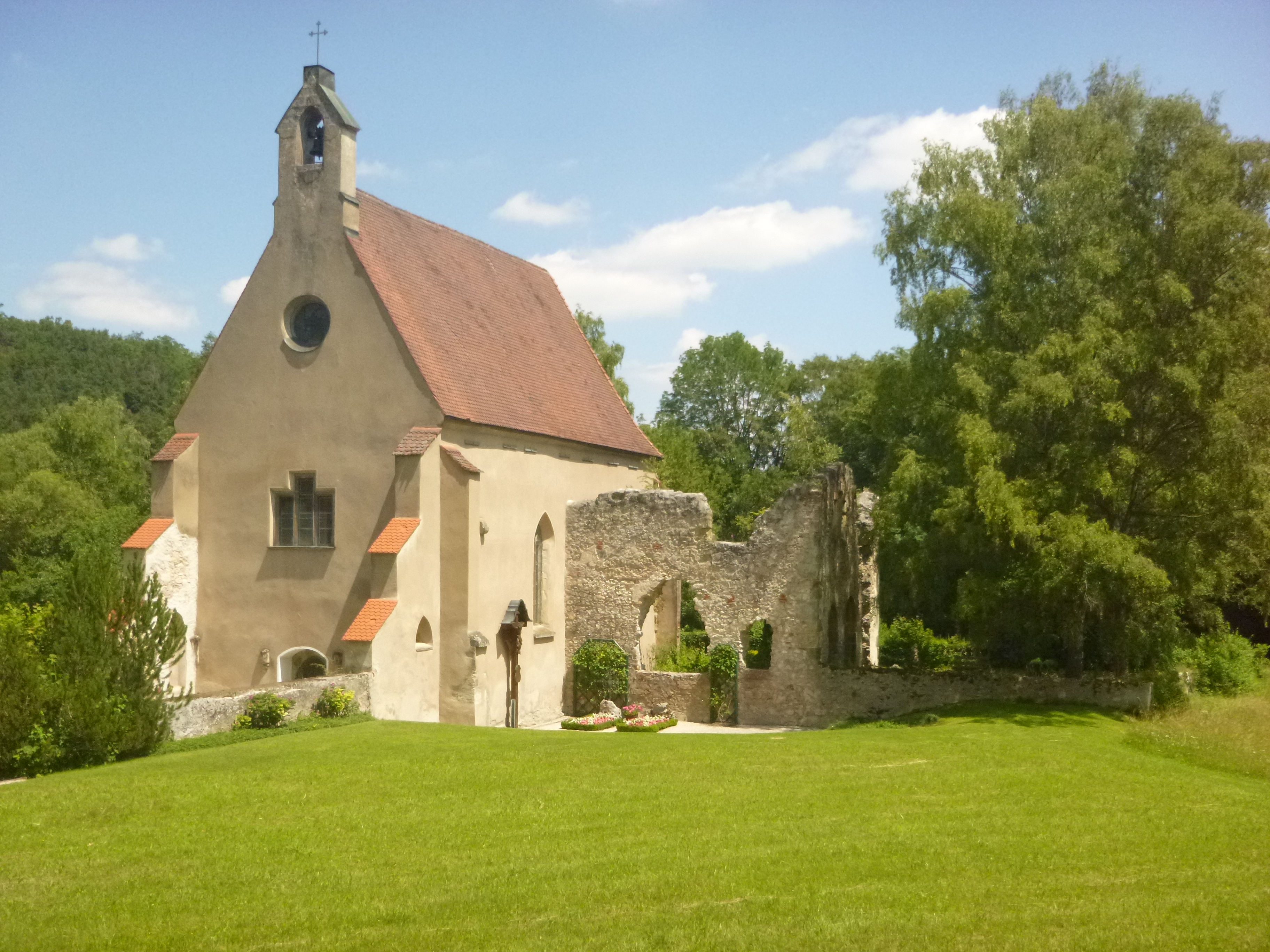
Монастырь Кристгартен

С 1584 года он посещал гимназию Святой Анны в Аугсбурге. В 1588 году Э. Эгингер был принят в протестантский колледж в качестве выпускника и благодаря отличной успеваемости смог в 1593 году поступить в Виттенбергский университет со стипендией. В 1595 году он получил степень магистра философского факультета и шесть раз участвовал там в диспутах в качестве президента. В 1597 году он был рукоположен в пастора в Тюбингене, а в следующем году женился.
По рекомендации Тюбингена Эгингер стал придворным проповедником барона Давида фон Эненкеля (из рода Эненкель) в Альбрехтсберге в Нижней Австрии, пока последний не умер в 1603 году. Затем он переехал в Кефермаркт в качестве проповедника, но был изгнан туда в 1605 году контрреформаторами.
Эгингер переехал в Ротенбург-на-Таубере, где ему предложили стать директором местно средней школы. В 1617 году его пригласили в гимназию Святой Анны в Аугсбурге, где он учился и уже в следующем году Эгингер был назначен ректором и библиотекарем гимназии (книги в то время стоили баснословных денег и должность библиотекаря была знаком наивысшего доверия). Но религиозные споры, которые уже повлияли на его карьеру, вскоре вновь всплыли на поверхность. Когда войска императора Священной Римской империи Фердинанда II взяли Аугсбург в 1629 году, партия Контрреформации призвала учителей отказаться от «Аугсбургского исповедания». Поскольку Эхингер отказался, то потерял работу и был вынужден бежать вместе с семьёй в протестантские районы. Из-за неправомерного поведения директора региональной школы Пфорта Франца Кесса Эхингер получил свою должность лишь в 1630 году благодаря заступничеству Маттиаса Хоэ фон Хёнегга.

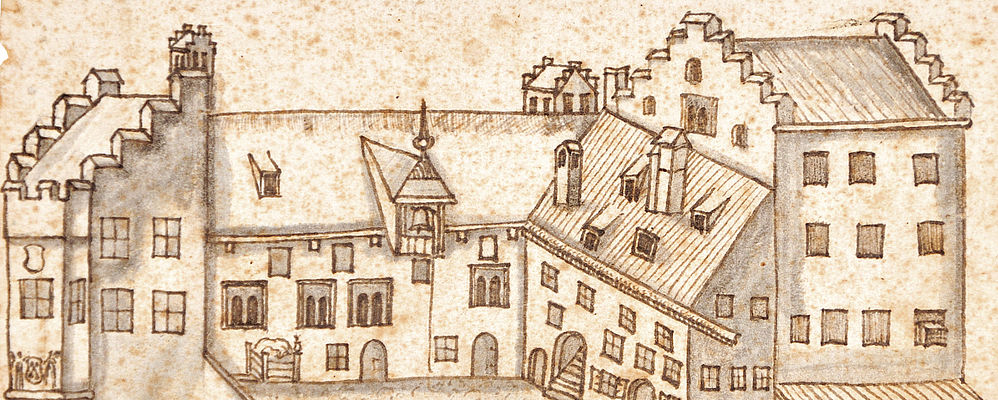
«Gymnasium poeticum»

Позднее Элиас Эгингер неоднократно вынужден был менять работу и место жительства в зависимости от внутриполитической ситуации, пока наконец не поселился Регенсбурге. Протестантский вольный имперский город Регенсбург был оккупирован имперскими войсками в июне 1634 года после капитуляции шведских оккупационных войск и поэтому не был передан католической Баварии. Протестантский магистрат города Регенсбурга смог назначить Эхингера ректором «Gymnasium poeticum». Эгингер усердно выполнял вверенные ему обязанности ректора, пока, в силу преклонного возраста, у него не начались проблемы со здоровьем. В 1649 году городской магистрат не только предоставил ему заслуженную пенсию, но и продолжил выплачивать Эгингеру полную ректорскую зарплату, чтобы он мог прожить свои последние годы в достатке.
Элиас Эхингер умер 28 ноября 1653 года в Регенсбурге и был похоронен 4 декабря на местном городском кладбище.
Эгингер оставил после себя множество трудов по философии, филологии и богословию, большая часть которых сохранила своё значение на протяжении нескольких веков.

## Избранная библиография
- «Caesarii quaestiones theologicae et philosophicae» (1626).
- «Themistoclis epistolae» (1629).
- «Kometen-Historia» (Аугсбург, 1618).
- «Rettung des Lebens, Lehr und Eghr, auch seelien Ableiben D. Martini Lutheri» (Регенсбург, 1639).
- «Thesaurus antiquitatum ecclesiasticarum» (Франкфурт, 1662)[12].